# Bertrand Gambier
Pour les articles homonymes, voir Gambier.
Bertrand Gambier, né le 31 août 1879 à Villers-Bocage et décédé à Paris le 10 janvier 1954, est un mathématicien professeur à l'université de Lille.

## Biographie
Bertrand Gambier intègre l'École normale supérieure au second rang, il est également reçu premier  à l'X   cependant il choisit l'ENS de la rue d'Ulm . Après avoir obtenu l'agrégation de mathématiques au premier rang en 1904, et soutenu un doctorat en 1909 qui poursuit et complète les recherches de Paul Painlevé, il fut d'abord maître de conférences, puis professeur à l'Université de Rennes.
En 1922, il est devenu professeur à l'Université de Lille sur le chaire d'Albert Châtelet. De 1934 à sa retraite en 1948, il est titulaire de la chaire de calcul différentiel et intégral. Il a rédigé un grand nombre de publications sur les équations différentielles, les systèmes algébriques et  la géométrie des courbes et surfaces.
En 1943, il est président de la Société mathématique de France. Il est décoré chevalier de la légion d'honneur en 1923, puis devient officier en 1950.

## Publications majeures
- 1909 Sur les équations différentielles du second ordre et du premier degré dont l'intégrale générale est à points critiques fixes. Thèse de doctorat[4]
- 1926 Les courbes de Bertrand : transformations spéciales à ces courbes, génération des courbes de Bertrand par la transformation asymptotique des courbes minima, Lille : Bibliothèque universitaire, 124 pages[5]
- 1927 Déformation des surfaces étudiées du point de vue infinitésimal, Paris : Gauthier-Villars, 57 Pages, Mémorial des sciences mathématiques fascicule 26[6]
- 1944 Cycles paratactiques, Gauthier-Villars, 92 pages, Mémorial des sciences mathématiques fascicule 104[7]